# Miss Perú 2019
Miss Perú 2019 fue la 67.ª edición del Miss Perú, se llevó a cabo en el Centro de Convenciones «Maracaná» en Lima, Perú, la noche del 20 de octubre de 2019. Al final del evento, Kelin Rivera de Arequipa fue coronada como la nueva Miss Perú 2019.
Luego de la destitución pública de sus títulos como reinas a Anyella Grados y Tiffany Yoko Chong, la presidenta de la Organización Miss Perú, Jessica Newton, diseñó una edición especial al cual denominó Reina de Reinas en donde convocó a diez señoritas que hayan tenido experiencia en certámenes internacionales o nacionales para competir nuevamente por la máxima corona del país.
Por motivos laborales con una diferente casa televisora, la reina saliente, Romina Lozano, no pudo estar presente para coronar a su sucesora. 
En nombre del jurado calificador, la presidenta de la organización y directora nacional, Jessica Newton, coronó a Kelin Rivera de Arequipa como la nueva Miss Perú al final del evento.

## Resultados
| Título                                          | Candidata                           | Resultados Internacionales |
| Miss Perú Universo 2019 Miss Perú Universo      | - Arequipa - Kelin Rivera           | Top 10                     |
| Miss Perú Supranacional 2019 1.ª finalista      | - USA – Janick Maceta               | Tercera finalista          |
| Miss Grand Perú 2021 2.ª finalista              | - Region Lima - Samantha Batallanos | No clasificó               |
| Miss Eco Perú 2020 3.ª finalista                | - Distrito Capital - Lesly Reyna    | Top 20                     |
| Miss Model of the World Perú 2019 4.ª finalista | - Ucayali - Diana Rengifo           | Top 30                     |
| Miss Perú Hispanoamericana 2019 5.ª finalista   | - Piura - Pierina Melendez          | No clasificó               |

Puntajes Preliminares
| Candidata           | Rostro     | Traje de Baño |
| ------------------- | ---------- | ------------- |
| Janick Maceta       | 9.189 (2)  | 9.256 (1)     |
| Lesly Reina         | 8.500 (3)  | 8.833 (2)     |
| Melody Calderon     | 7.500 (9)  | 7.356 (10)    |
| Samantha Batallanos | 8.356 (4)  | 8.244 (7)     |
| Pamela Sánchez      | 8.167 (6)  | 8.122 (9)     |
| Pierina Melendez    | 7.222 (10) | 8.744 (3)     |
| Jessamin Chaparro   | 7.800 (7)  | 8.356 (5)     |
| Pilar Orue          | 7.678 (8)  | 8.222 (8)     |
| Diana Rengifo       | 8.189 (5)  | 8.322 (6)     |
| Kelin Rivera        | 9.533 (1)  | 8.633 (4)     |

### Premios especiales
- Miss Empoderada - Jessamin Chaparro

- Miss Teoma - Lesly Reyna

## Candidatas
| Candidata           | Edad | Estatura | Concursos de belleza |
| ------------------- | ---- | -------- | --- |
| Janick Maceta       | 25   | 1,76 m   | - Miss Perú 2016 - Miss Tourism World 2017                                                                                 |
| Lesly Reyna         | 25   | 1,76 m   | - Miss World Perú 2017 - Miss Supranational 2017                                                                           |
| Melody Calderón     | 26   | 1,76 m   | - Miss Perú 2018 - Reina Mundial del Banano 2018                                                                           |
| Samantha Batallanos | 24   | 1,74 m   | - Miss Perú 2012 - Miss Perú 2018 - Miss Landscapes 2018                                                                   |
| Pamela Sánchez      | 24   |          | - Miss World Perú 2017 - Miss Mundo 2017                                                                                   |
| Pierina Meléndez    | 28   | 1,74 m   | - Miss Perú 2018 |
| Jessamin Chaparro   | 27   |          | - Miss Teen Perú Mundo 2013 - Miss Teen Model de las Américas y el Caribe - Miss Top Model World 2013                      |
| Pilar Orúe          | 28   | 1,75 m   | - Miss Perú 2018 |
| Diana Rengifo       | 28   | 1,80 m   | - Miss Perú 2012 - Miss World Perú 2014 - Miss Continentes Unidos 2014 - Miss Perú 2018                                    |
| Kelin Rivera        | 26   | 1,78 m   | - Miss Perú 2012 - Reina Hispanoamericana 2013 - World Miss University 2016 - Miss Perú 2018 - Miss Eco Internacional 2018 |

## Jueces
- Jessica Newton - Presidenta de la Organización Miss Perú
- Karen Schwarz – Miss Perú 2009
- Mónica Chacón D’Vettori - Miss Peru Mundo 1996
- Alexander Gonzalez - Beauty Pageant Coach
- Adriana Zubiate – Miss Perú 2002
- Ángela Ponce - Miss España 2018
- Laura Spoya – Miss Perú 2015
- Fabian Navt - Jurado Preliminar
- Viviana Rivasplata - Miss Perú 2001
- Maria Jose Lora - Miss Grand Perú 2017 y Miss Grand Internacional 2017

## Miss Perú 2019
El Miss Perú 2019 fue la 67.ª edición del Miss Perú. Se realizó el 21 de octubre del 2018, en el Teatro Municipal. Al final del evento, Romina Lozano, Miss Perú 2018 de Callao, coronó a Anyella Grados de La Libertad, quién iba a representar al Perú en el certamen de Miss Universo 2019.
Tras una serie de incidentes y vídeos difundidos, la Organización del Miss Perú decidió revocar de su corona a Anyella Grados, Miss Perú, y a Tiffany Yoko Chong, Miss Perú Supranational. Por lo tanto, se realizaría otro concurso excepcional en el 2019 para elegir reinas para estos concursos.
Finalmente resultó ganadora la modelo Kelin Rivera, representante de Arequipa.

## Resultados
| Título                           | Candidata | Resultados Internacionales |
| Miss Perú Universo 2019          | - La Libertad – Anyella Grados | Destronada |
| Miss Grand Perú 2019             | - USA Perú – Camila Escribens | Top 10 |
| Miss Supranational Perú 2019     | - Ucayali – Tiffany Yoko Chong | Destronada |
| Top Model of the World Perú 2018 | - Callao – Janet Leyva | Ganadora |
| Miss Eco Perú 2019               | - Lima – Suheyn Cipriani | Ganadora (Destronada) |
| Top 7                            | - España Perú – Maria Grazia Crosato - Loreto – Lucía Arellano                                                                            | - España Perú – Maria Grazia Crosato - Loreto – Lucía Arellano                                                                            |
| Top 10                           | - Lima – Kristel Aranda Schoster - Piura – Valentina Ragone - Lima Este – Estefanía Olcese                                                | - Lima – Kristel Aranda Schoster - Piura – Valentina Ragone - Lima Este – Estefanía Olcese                                                |
| Top 15                           | - Lima Norte – Fiorella Mosquera - Lima – Vanessa Matthey - Arequipa – Melissa Maggi - Puno – Alejandra Bachhani - Huánuco – Valeria Mori | - Lima Norte – Fiorella Mosquera - Lima – Vanessa Matthey - Arequipa – Melissa Maggi - Puno – Alejandra Bachhani - Huánuco – Valeria Mori |

### Premios especiales
- Miss Internet - Huánuco - Valeria Mori
- Miss Rosa - Sullana - Raisa Balcazar
- Miss Simpatía - Corea del Sur-Perú - Danvy Park
- Rostro Mas Bello - Ucayali - Tiffany Yoko Chong
- Mejor Sonrisa - Lima - Micaela Mandriotti

## Candidatas
| Departamento    | Candidata                       | Edad | Estatura |
| --------------- | ------------------------------- | ---- | -------- |
| Amazonas        | Raysa Cucho Vilchez             | 22   | 1,68 m   |
| Áncash          | Gabriela Novoa Kerrigan         | 26   |          |
| Apurímac        | Maggie Gonzales Zúñiga          |      |          |
| Arequipa        | Michelle Venero Rivero          | 26   | 1,80 m   |
| Arequipa Región | Melissa Maggi Morua             | 23   | 1,70 m   |
| Ayacucho        | Alexandra Martinez Flores       | 21   | 1,67 m   |
| Cajamarca       | Alejandra León                  | 24   |          |
| Callao          | Janet Leyva Rodríguez           | 21   | 1,82 m   |
| Cuzco           | Kady Amparo Lobatón Marmanillo  | 24   |          |
| Cuzco Región    | Munay Bess Prado                | 18   |          |
| España Perú     | Maria Grazia Crosato Neumman    | 21   |          |
| Huánuco         | Katherine Valeria Canal Mori    | 19   |          |
| Italia Perú     | Milena Santecchi                | 18   |          |
| Junín Región    | Julissa Serina Avellaneda       | 20   |          |
| Korea Perú      | Danvy Park Yun                  | 25   |          |
| La Libertad     | Anyella Grados Meza             | 19   |          |
| Lima Centro     | Tiffany Talledo Melosevich      | 20   |          |
| Lima Este       | Elena Estefanía Olcese González | 21   | 1,72 m   |
| Lima Norte      | Fiorella Mosquera Křikavová     | 17   |          |
| Lima Oeste      | Antuaneth Alexandra Becerra     |      |          |
| Lima Sur        | Kamila Callegari Weninger       | 18   | 1,67 m   |
| Loreto          | Lucía Arellano Mori             | 23   |          |
| Pasco           | Stana Boucher Escate            | 21   |          |
| Piura           | Valentina Ragone Davies         | 20   |          |
| Puno            | Alejandra Bachhani              | 18   |          |
| San Martín      | Kinverly Tenazoa Reategui       | 24   |          |
| Tacna           | Gabriela Salas Acevedo          | 21   |          |
| Tarapoto        | Stefany Paredes                 | 23   |          |
| Trujillo        | Claudia Meza Rosas              | 21   |          |
| Tumbes          | Angye Chore                     | 22   |          |
| Ucayali         | Tiffany Yoko Chong Campos       | 22   |          |
| USA Perú        | Camila Escribens                | 20   | 1,78 m   |

CANDIDATAS LIBRES
| Departamento | Candidata                     | Edad | Estatura |
| ------------ | ----------------------------- | ---- | -------- |
| Chimbote     | Lucero Sánchez                | 19   |          |
| La Libertad  | Lisbeth Delgado Anderson      | 27   |          |
| La Libertad  | Melany Manchego Harman        | 21   |          |
| La Libertad  | Wendy Gutiérrez Castillo      | 25   |          |
| Lima         | Anais Morales Unzueta         | 22   |          |
| Lima         | Connie Atoche Guillén         | 27   | 1,68 m   |
| Lima         | Dacia del Águila Borges       |      |          |
| Lima         | Diana Silva Delgado           |      |          |
| Lima         | Fabiola Adrianzen Salcedo     | 26   |          |
| Lima         | Greta Boada Llerena           | 24   | 1,76 m   |
| Lima         | Kristel Aranda Schoster       | 26   | 1,72 m   |
| Lima         | Micaela León Mandriotti       | 18   | 1,75 cm  |
| Lima         | Suheyn Cipriani Noriega       |      | 1,78 m   |
| Lima         | Valeria Nicole Casana del Río | 20   | 1,73 m   |
| Lima         | Vanesa Mathey                 | 23   | 1,74 m   |
| Lima         | Wendy Morán Galindo           | 23   |          |

## Jueces
- José Forteza - Editor General de Condé Nast México y Latinoamérica.
- Gisselle Reyes - Preparadora Internacional de Reinas de Belleza.
- Paola Dellepiane - Miss Perú 1995
- Juan Fernando Jimenez - Director de publicidad Leonisa
- Dr. Juan Pedro Astocondor - Cirujano Plástico y Estético.
- Cecilia Tait - Ex Voleibolista y defensora de los derechos de la mujer.
- Maribel Silva - Directora Comercial y de Marketing de Grupo Beira Rio
- Dra. Paola Ochoa - Directora de Estética Dental de la Clínica Infinity
- Deyvis Orosco - Cantante y Músico Peruano.
- Lady Guillén - Abogada y Animadora de TV
- Inés María Calero - Miss Venezuela 1987, 3.ª Finalista en Miss Universo 1987, actriz y Modelo.
- Ernesto Bejarano - Gerente de Marketing de Marina Sal - EMSAL S.A.
- Gonzalo Trucios Kleiman - Gerente General de Laceados Bellaliss.
- Valeria Piazza - Miss Perú 2016 y Semifinalista en Miss Universo 2016
- Magdyel Ugaz - Actriz Peruana.
- Percy Luzio - Preparador durante el proceso de selección de las candidatas.

## Música e invitados especiales
- Show de Apertura – Jonathan Moly - «Te Besaré»

- Desfile de Regiones – Alexandra Burke - «Hallelujah»

- Desfile en Traje de Baño – Tony Succar & Jean Rodriguez - "Michael Jackson Popurri" (Uptown Funk/ Billie Jean/ Black Or White)

- Desfile en Traje de Gala – Chyno Miranda - «El Peor»

## Curiosidades
- Después del adelantado Miss Perú 2018, la directora de la Organización Miss Perú, Jessica Newton respondió en una entrevista en donde declaró esperaba hacer una descentralización para el Miss Perú 2019, para que el certamen se realizara en una de las ciudades fuera de Lima.[2]

- El Miss Perú 2019 contó con 50 candidatas, quienes se dividieron entre ellas por candidatas con banda por departamentos/países y las candidatas libres, quienes primero debieron pasar un casting virtual y luego una entrevista personal con la Organización.

- La ganadora del concurso, Anyella Grados, acusó a Camila Canicoba y a Camila Escribens de haber difundido un video polémico donde se le va a ella en estado de ebriedad, lo que le causó su destitución como Miss Perú 2019.[3]